# UCI WorldTour 2012
Die UCI WorldTour 2012 umfasste 28 Straßenradrennen, darunter die dreiwöchigen Rundfahrten Tour de France, Giro d’Italia und Vuelta a España (Grand Tours), sowie wichtige Radsportklassiker, darunter die fünf Monumente des Radsports Mailand–Sanremo, Flandern-Rundfahrt, Paris–Roubaix, Lüttich–Bastogne–Lüttich und Giro di Lombardia. Die Wettbewerbe fanden von Januar bis Oktober 2012 statt. Bei jedem Rennen wurden für die Endplatzierung (Eintagesrennen) oder die Etappen- und Gesamtplatzierungen (Etappenrennen) Punkte vergeben, die zu Weltranglisten für Fahrer, Teams und Nationen verrechnet wurden.
Teilnehmer waren die besonders lizenzierten ProTeams. Außerdem konnten Professional Continental Teams von dem jeweiligen Veranstalter eines Rennens eingeladen werden. Bei bestimmten Wettbewerben wie der Tour Down Under in Australien oder der Polen-Rundfahrt war außerdem ein Nationalteam des Gastgeberlandes zur Teilnahme berechtigt.

## Teams

### UCI ProTeams
In einer Mitteilung vom 5. Oktober 2011 gab die UCI bekannt, welche bereits für das Jahr 2012 lizenzierten Teams eine Registrierung für diese Saison 2012 beantragt haben und welche Mannschaften sich noch um eine solche Lizenz und Registrierung bewerben. Das Bewerbungsverfahren wurde am 1. November abgeschlossen. Die endgültige Entscheidung über die Lizenzverteilung erfolgte am 10. Dezember. In der Mitteilung wurden das Movistar Team, das noch eine gültige Lizenz bis 2013 vorzuweisen hat, und das Team Garmin-Cervélo nicht genannt, da beide ihre Unterlagen nach Ablauf der Frist am 1. Oktober eingereicht hatten. Am 25. Oktober veröffentlichte die UCI eine nach den sportlichen Kriterien ermittelte Rangliste der Lizenzbewerber. Diese werden nach den Ergebnissen der Fahrer jedes Teams in den Saisons 2010 und 2011 errechnet. Demnach erfüllen 15 Teams die sportlichen Auflagen, während fünf Teams um drei noch freie Plätze kämpfen. Die Team Argos-Shimano-Mannschaft erfüllte das sportliche Kriterium nicht und hatte damit keine Chance auf eine ProTeam-Lizenz.
Am 1. November gab die UCI bekannt, welche acht Mannschaften mit gültiger Lizenz die sportlichen, finanziellen, ethischen und administrativen Auflagen erfüllen und deshalb bereits als ProTeam für 2012 feststehen. Die übrigen Bewerber um eine ProTeam-Lizenz wurden bis zum 20. November vor der Lizenzkommission des Weltradsportverbandes angehört.
Das Team Argos-Shimano verpasste als 21. Team der hierfür herangezogenen Rangliste die sportliche Qualifikation für eine Lizenzierung. Bei vier weiteren Teams, welche auf Platz 16–20 dieser Rangliste wurde das sportliche Qualifikationskriterium durch die Lizenzierungskommission näher überprüft. Von diesen erhielten drei weitere die WorldTour-Team-Lizenz, während die Bewerbungen von Geox-TMC und Team Europcar  abgelehnt wurden. Als UCI ProTeams  für 2012 wurden schließlich folgende Teams registriert:
| Name (UCI Code)                     | Betreiber                        | Nationalität           | Radhersteller            | Lizenz bis ... |
| ----------------------------------- | -------------------------------- | ---------------------- | ------------------------ | -------------- |
| AG2R La Mondiale (ALM)              | EUSRL France Cyclisme            | Frankreich             | Kuota                    | 2012           |
| Astana Pro Team (AST)               | Olympus SARL                     | Kasachstan             | Specialized              | 2013           |
| BMC Racing Team (BMC)               | Continuum Sports LLC             | Vereinigte Staaten     | BMC                      | 2014           |
| Movistar (MOV)                      | Abarca Sports S.L.               | Spanien                | Pinarello                | 2013           |
| Euskaltel-Euskadi (EUS)             | Fundación Ciclista Euskadi       | Spanien                | Orbea                    | 2012           |
| Garmin-Barracuda/Garmin-Sharp (GRM) | Slipstream Sports LLC            | Vereinigte Staaten     | Cervélo                  | 2012           |
| Lampre-ISD (LAM)                    | Total Cycling Limited            | Italien                | Wilier Triestina         | 2013           |
| Liquigas-Cannondale (LIQ)           | Liquigas Sport Spa               | Italien                | Cannondale               | 2014           |
| RadioShack-Nissan (RNT)             | Leopard S.A.                     | Luxemburg              | Trek Bicycle Corporation | 2012           |
| Rabobank Cycling Team (RAB)         | Rabo Wielerploegen               | Niederlande            | Giant                    | 2012           |
| Omega Pharma-Quick Step (OPQ)       | Esperanza bvba                   | Belgien                | Specialized              | 2014           |
| Katusha Team (KAT)                  | Katusha Management SA            | Russland               | Canyon                   | 2015           |
| Team Saxo Bank-Tinkoff Bank (SBS)   | Riis Cycling A/S                 | Dänemark               | Specialized              | 2012           |
| Sky ProCycling (SKY)                | Tour Racing Limited              | Vereinigtes Königreich | Pinarello                | 2013           |
| Vacansoleil-DCM (VCD)               | STL-Pro Cycling BV               | Niederlande            | Bianchi                  | 2013           |
| FDJ-Big Mat (FDJ)                   | Société de Gestion de L'Echappée | Frankreich             | Lapierre                 | 2014           |
| Lotto Belisol Team (LTB)            | Belgian Cycling Project          | Belgien                | Ridley                   | 2015           |
| Orica GreenEdge (OGE)               | GreenEdge Cycling                | Australien             | Scott Sports             | 2013           |

Von den ProTeams des Jahres 2011 beantragten folgende Formationen keine Lizenz:
- Team RadioShack (Fusion mit Leopard Trek zu RadioShack-Nissan)[9][10]
- HTC-Highroad (Auflösung)

### UCI Professional Continental Teams
Die UCI verkündete am 12. Dezember 2011, dass folgende 22 Teams für die Saison 2012 eine Lizenz als Professional Continental Team erhalten haben:
| Name (UCI Code)                         | Betreiber                          | Nationalität           | Radhersteller      |
| --------------------------------------- | ---------------------------------- | ---------------------- | ------------------ |
| Accent Jobs-Willems Veranda’s (ACC)     | Belgian Pro Cycling Team NV        | Belgien                | Zannata            |
| Androni Giocattoli-Venezuela (AND)      | Teamgalli srl                      | Italien                | Bianchi            |
| Acqua & Sapone (ASA)                    | Abruzzo Team srl                   | Italien                | Focus              |
| Bretagne-Schuller (BSC)                 |                                    | Frankreich             | KTM                |
| Caja Rural (CJR)                        | Club Deportivo Preventia           | Spanien                | Vivelo             |
| Cofidis, le Crédit en Ligne (COF)       | Cofidis Compétition EUSRL          | Frankreich             | LOOK               |
| Colnago-CSF Inox (COG)                  | Aster Sport Limited                | Irland                 | Colnago            |
| Colombia-Coldeportes (COL)              | Instituto Colombiano del Deportes  | Kolumbien              | Bianchi            |
| Landbouwkrediet-Euphony (LAN)           |                                    | Belgien                | Colnago            |
| Team Argos-Shimano (ARG)                | SMS Cycling B.V.                   | Niederlande            | Felt               |
| Saur-Sojasun (SAU)                      | Breizh Cyclisme Compétition        | Frankreich             | Time               |
| Team SpiderTech-C10 (SPI)               | Cycle Sport Management Inc.        | Kanada                 | Argon 18           |
| Team NetApp (APP)                       | Ralph Denk pro cycling GmbH        | Deutschland            | Simplon            |
| Topsport Vlaanderen-Mercator (TSV)      | Wielerclub Eddy Merckxvrienden vzw | Belgien                | Eddy Merckx Cycles |
| UnitedHealthcare Pro Cycling Team (UHC) | Momentum Sports Group, LLC         | Vereinigte Staaten     | Neil Pryde         |
| Team Europcar (EUC)                     | SA Vendée Cyclisme                 | Frankreich             | Colnago            |
| Andalucía (ACG)                         | E-Bici                             | Spanien                | Bottecchia         |
| Champion System (CSS)                   | Taifun Sports                      | Volksrepublik China    | Fuji Bikes         |
| Farnese Vini-Selle Italia (FAR)         | Croft Sport Ltd                    | Vereinigtes Königreich | MCipollini         |
| RusVelo (RVL)                           | PROvelo AG                         | Russland               | Cervélo            |
| Utensilnord Named (UNA)                 | California Sport Ltd               | Irland                 | De Rosa            |
| Team Type 1-Sanofi (TT1)                |                                    | Vereinigte Staaten     | Colnago            |

## Rennen
Am 11. Oktober 2011 veröffentlichte die Union Cycliste Internationale den Rennkalender für 2012. Mit dem E3-Preis Flandern wurde ein neuer Wettbewerb in das Programm aufgenommen. Am 26. Juni 2012 teilte die Lizenzierungskommission mit, dass mit der Tour of Hangzhou ein weiteres chinesisches Rennen in den Kalender aufgenommen wird und den Saisonabschluss 2012 bilden sollte, aber von der UCI abgesagt wurde, da die Standards eines WorldTour-Rennens 2012 noch nicht eingehalten werden konnten. Folgende Rennen gehören demnach zur UCI WorldTour 2012:
| Datum                   | Rennen                                | Sieger                  | Ergebnis | Führender Einzelwertung | Führender Teamwertung   | Führender Nationenwertung |
| ----------------------- | ------------------------------------- | ----------------------- | -------- | ----------------------- | ----------------------- | ------------------------- |
| 17.–22. Januar          | Tour Down Under                       | Simon Gerrans           | Details  | Simon Gerrans           | RadioShack-Nissan       | Australien                |
| 4.–11. März             | Paris–Nizza                           | Bradley Wiggins         | Details  | Alejandro Valverde      | Sky ProCycling          | Spanien                   |
| 7.–13. März             | Tirreno–Adriatico                     | Vincenzo Nibali         | Details  | Alejandro Valverde      | RadioShack-Nissan       | Spanien                   |
| 17. März                | Mailand–Sanremo                       | Simon Gerrans           | Details  | Simon Gerrans           | RadioShack-Nissan       | Italien                   |
| 23. März                | E3-Preis Flandern                     | Tom Boonen              | Details  | Simon Gerrans           | RadioShack-Nissan       | Spanien                   |
| 19.–25. März            | Katalonien-Rundfahrt                  | Michael Albasini        | Details  | Simon Gerrans           | GreenEdge Cycling Team  | Spanien                   |
| 25. März                | Gent–Wevelgem                         | Tom Boonen              | Details  | Simon Gerrans           | Sky ProCycling          | Spanien                   |
| 1. April                | Flandern-Rundfahrt                    | Tom Boonen              | Details  | Tom Boonen              | Liquigas-Cannondale     | Belgien                   |
| 2.–7. April             | Baskenland-Rundfahrt                  | Samuel Sánchez          | Details  | Tom Boonen              | Omega Pharma-Quick Step | Spanien                   |
| 8. April                | Paris–Roubaix                         | Tom Boonen              | Details  | Tom Boonen              | Omega Pharma-Quick Step | Spanien                   |
| 15. April               | Amstel Gold Race                      | Enrico Gasparotto       | Details  | Tom Boonen              | Omega Pharma-Quick Step | Spanien                   |
| 18. April               | La Flèche Wallonne                    | Joaquim Rodríguez       | Details  | Tom Boonen              | Omega Pharma-Quick Step | Spanien                   |
| 22. April               | Lüttich–Bastogne–Lüttich              | Maxim Iglinski          | Details  | Tom Boonen              | Omega Pharma-Quick Step | Spanien                   |
| 24.–29. April           | Tour de Romandie                      | Bradley Wiggins         | Details  | Tom Boonen              | Omega Pharma-Quick Step | Spanien                   |
| 5.–27. Mai              | Giro d’Italia                         | Ryder Hesjedal          | Details  | Joaquim Rodríguez       | Katusha Team            | Spanien                   |
| 3.–10. Juni             | Critérium du Dauphiné                 | Bradley Wiggins         | Details  | Joaquim Rodríguez       | Sky ProCycling          | Spanien                   |
| 9.–17. Juni             | Tour de Suisse                        | Rui Costa               | Details  | Joaquim Rodríguez       | Sky ProCycling          | Spanien                   |
| 10.–16. Juli            | Polen-Rundfahrt                       | Moreno Moser            | Details  | Joaquim Rodríguez       | Sky ProCycling          | Spanien                   |
| 30. Juni–22. Juli       | Tour de France                        | Bradley Wiggins         | Details  | Bradley Wiggins         | Sky ProCycling          | Spanien                   |
| 6.–12. August           | / Eneco Tour                          | Lars Boom               | Details  | Bradley Wiggins         | Sky ProCycling          | Spanien                   |
| 14. August              | Clásica San Sebastián                 | Luis León Sánchez       | Details  | Bradley Wiggins         | Sky ProCycling          | Spanien                   |
| 19. August              | Vattenfall Cyclassics                 | Arnaud Démare           | Details  | Bradley Wiggins         | Sky ProCycling          | Spanien                   |
| 26. August              | Grand Prix Ouest France-Plouay        | Edvald Boasson Hagen    | Details  | Bradley Wiggins         | Sky ProCycling          | Spanien                   |
| 7. September            | Grand Prix Cycliste de Québec         | Simon Gerrans           | Details  | Bradley Wiggins         | Sky ProCycling          | Spanien                   |
| 9. September            | Grand Prix Cycliste de Montréal       | Lars Petter Nordhaug    | Details  | Bradley Wiggins         | Sky ProCycling          | Spanien                   |
| 18. August–9. September | Vuelta a España                       | Alberto Contador        | Details  | Bradley Wiggins         | Sky ProCycling          | Spanien                   |
| 16. September           | UCI-Straßen-Weltmeisterschaften (MZF) | Omega Pharma-Quick Step | Details  | Bradley Wiggins         | Sky ProCycling          | Spanien                   |
| 29. September           | Il Lombardia                          | Joaquim Rodríguez       | Details  | Joaquim Rodríguez       | Sky ProCycling          | Spanien                   |
| 10.–14. Oktober         | Tour of Beijing                       | Tony Martin             | Details  | Joaquim Rodríguez       | Sky ProCycling          | Spanien                   |

Die gewichtigsten Terminänderungen im Vergleich zu 2011 betreffen die Clásica San Sebastián und die Polen-Rundfahrt sowie die Lombardei-Rundfahrt. Die Clásica wird aufgrund der Olympischen Sommerspiele 2012 nicht Ende Juli, sondern Mitte August ausgetragen, dafür rückt die Polen-Tour vom August in den Juli. Die Lombardei-Rundfahrt findet nicht mehr Mitte Oktober als Abschlussrennen der World Tour, sondern bereits Ende September statt.

## Wertungen
Die Endstände der Einzel-, Team- und Nationenwertung des UCI World Rankings, für das nur die Platzierungen von Fahrern der ProTeams zählen:

### Einzelwertung
| Platz | Name               | Team                    | Punkte |
| ----- | ------------------ | ----------------------- | ------ |
| 001.  | Joaquim Rodríguez  | Katusha Team            | 692    |
| 002.  | Bradley Wiggins    | Sky ProCycling          | 601    |
| 003.  | Tom Boonen         | Omega Pharma-Quick Step | 410    |
| 004.  | Vincenzo Nibali    | Liquigas-Cannondale     | 400    |
| 005.  | Alejandro Valverde | Movistar                | 394    |
| 006.  | Simon Gerrans      | Orica GreenEdge         | 390    |
| 007.  | Chris Froome       | Sky ProCycling          | 376    |
| 008.  | Peter Sagan        | Liquigas-Cannondale     | 351    |
| 009.  | Samuel Sánchez     | Euskaltel-Euskadi       | 332    |
| 010.  | Rui Costa          | Movistar                | 320    |
| 023.  | Michael Albasini   | Orica GreenEdge         | 183    |
| 028.  | Tony Martin        | Omega Pharma-Quick Step | 171    |
| 029.  | André Greipel      | Lotto Belisol Team      | 162    |
| 037.  | Fabian Cancellara  | RadioShack-Nissan       | 134    |
| 058.  | Fränk Schleck      | RadioShack-Nissan       | 89     |
| 082.  | Linus Gerdemann    | RadioShack-Nissan       | 51     |
| 083.  | Bernhard Eisel     | Sky ProCycling          | 50     |
| 094.  | Andreas Klöden     | RadioShack-Nissan       | 40     |

248 Fahrer haben mindestens einen Punkt erzielt.

### Teamwertung
Die Teamwertung wird ermittelt, indem die Punkte der 5 besten Fahrer jedes Teams addiert werden. Teams, die sich im Mannschaftszeitfahren der UCI-Straßen-Weltmeisterschaften 2012 unter den ersten zehn platzieren, erhalten zusätzliche Punkte nach folgendem Schema:
| 1.  | 2.  | 3.  | 4.  | 5.  | 6.  | 7.  | 8. | 9. | 10. |
| 200 | 170 | 140 | 130 | 120 | 110 | 100 | 90 | 80 | 70  |

| Platz | Team                          | Punkte | Top 5 Fahrer                                                                        | WM  |
| ----- | ----------------------------- | ------ | ----------------------------------------------------------------------------------- | --- |
| 001.  | Sky ProCycling                | 1.767  | Wiggins (601), Froome (376), Boasson Hagen (317), Urán (199), Rogers (194)          | 80  |
| 002.  | Katusha Team                  | 1.273  | Rodríguez (692), Freire (181), Kolobnew (110), Moreno (104), Špilak (86)            | 100 |
| 003.  | Liquigas-Cannondale           | 1.197  | Nibali (400), Sagan (351), Moser (175), Basso (88), Capecchi (53)                   | 130 |
| 004.  | Omega Pharma-Quick Step       | 1.162  | Boonen (410), Tony Martin (171), Terpstra (160), Chavanel (113), Kwiatkowski (108)  | 200 |
| 005.  | Movistar                      | 952    | Valverde (394), Costa (320), Intxausti (47), Kiryjenka (41), Castroviejo (40)       | 110 |
| 006.  | Orica GreenEdge               | 920    | Gerrans (390), Albasini (183), Goss (114), Durbridge (56), Tuft (37)                | 140 |
| 007.  | BMC Racing Team               | 917    | Evans (182), Ballan (172), van Garderen (160), Van Avermaet (121), Gilbert (112)    | 170 |
| 008.  | Rabobank Cycling Team         | 799    | Mollema (194), Boom (148), Sánchez (143), Gesink (134), Breschel (60)               | 120 |
| 009.  | Garmin-Barracuda/Garmin-Sharp | 762    | Hesjedal (241), D. Martin (196), Talansky (145), Haussler (70), Le Mével (40)       | 70  |
| 010.  | Astana Pro Team               | 645    | Kreuziger (189), Gasparotto (150), Brajkovič (106), Iglinski (100), Gavazzi (100)   | 0   |
| 011.  | Lotto Belisol Team            | 625    | Van Den Broeck (237), Greipel (162), Vanendert (104), Meersman (70), Roelandts (52) | 0   |
| 012.  | RadioShack-Nissan             | 619    | Cancellara (134), Horner (120), Zubeldia (94), Machado (92), F. Schleck (89)        | 90  |
| 013.  | Euskaltel-Euskadi             | 555    | S. Sánchez (332), Nieve (98), Izagirre (46), Antón (44), Verdugo (35)               | 0   |
| 014.  | Lampre-ISD                    | 435    | Cunego (184), Scarponi (184), Ulissi (30), Petacchi (22), Niemiec (15)              | 0   |
| 015.  | Team Saxo Bank-Tinkoff Bank   | 401    | Contador (290), Majka (30), Tosatto (30), Sørensen (30), J. Haedo (21)              | 0   |
| 016.  | Vacansoleil-DCM               | 364    | De Gendt (134), Westra (97), Hoogerland (51), Marczyński (45), Marcato (37)         | 0   |
| 017.  | AG2R La Mondiale              | 315    | Nocentini (162), Roche (63), Péraud (42), Gadret (33), Belletti (15)                | 0   |
| 018.  | FDJ-Big Mat                   | 246    | Démare (87), Pinot (85), Jeannesson (40), Fédrigo (20), Ladagnous (14)              | 0   |

Alle 18 ProTeams haben mindestens einen Punkt erzielt.

### Nationenwertung
Die Nationenwertung wird ermittelt, indem die Punkte der 5 besten Fahrer jedes Landes addiert werden.
| Platz | Nation                 | Punkte | Top 5 Fahrer                                                                          |
| ----- | ---------------------- | ------ | ------------------------------------------------------------------------------------- |
| 001.  | Spanien                | 1.889  | Rodríguez (692), Valverde (394), Sánchez (332), Contador (290), Freire (181)          |
| 002.  | Vereinigtes Königreich | 1.163  | Wiggins (601), Froome (376), Cavendish (128), Swift (36), Thomas (22)                 |
| 003.  | Italien                | 1.115  | Nibali (400), Cunego (184), Scarponi (184), Moser (175), Ballan (172)                 |
| 004.  | Belgien                | 1.014  | Boonen (410), Van Den Broeck (237), De Gendt (134), Van Avermaet (121), Gilbert (112) |
| 005.  | Australien             | 962    | Gerrans (390), Rogers (194), Evans (182), Goss (114), Porte (82)                      |
| 006.  | Niederlande            | 733    | Mollema (194), Terpstra (160), Boom (148), Gesink (134), Westra (97)                  |
| 007.  | Vereinigte Staaten     | 530    | van Garderen (160), Talansky (145), Horner (120), Leipheimer (75), Danielson (30)     |
| 008.  | Norwegen               | 449    | Boasson Hagen (317), Nordhaug (122), Kristoff (9), Hushovd (1)                        |
| 009.  | Deutschland            | 447    | T. Martin (171), Greipel (162), Gerdemann (51), Klöden (40), Wegmann (23)             |
| 010.  | Portugal               | 412    | Costa (320), Machado (92)                                                             |
| 014.  | Schweiz                | 357    | Albasini (183), Cancellara (134), Zaugg (20), Tschopp (18), Frank (2)                 |
| 023.  | Luxemburg              | 90     | F. Schleck (89), Gastauer (1)                                                         |
| 025.  | Österreich             | 57     | Eisel (50), Haller (6), Rohregger (1)                                                 |

Fahrer aus 35 Nationen haben mindestens einen Punkt erzielt.

### Punkteverteilung
In der UCI WorldTour werden für das UCI World Ranking Punkte wie folgt vergeben:
- Kategorie 1: Tour de France
- Kategorie 2: Giro d’Italia, Vuelta a España
- Kategorie 3: Monumente des Radsports, Restliche Etappenrennen
- Kategorie 4: Restliche Eintagesrennen

| Platzierung | Kat. 1 | Kat. 2 | Kat. 3 | Kat. 4 |
| ----------- | ------ | ------ | ------ | ------ |
| 1.          | 200    | 170    | 100    | 80     |
| 2.          | 150    | 130    | 80     | 60     |
| 3.          | 120    | 100    | 70     | 50     |
| 4.          | 110    | 90     | 60     | 40     |
| 5.          | 100    | 80     | 50     | 30     |
| 6.          | 90     | 70     | 40     | 22     |
| 7.          | 80     | 60     | 30     | 14     |
| 8.          | 70     | 52     | 20     | 10     |
| 9.          | 60     | 44     | 10     | 6      |
| 10.         | 50     | 38     | 4      | 2      |
| 11.         | 40     | 32     |        |        |
| 12.         | 30     | 26     |        |        |
| 13.         | 24     | 22     |        |        |
| 14.         | 20     | 18     |        |        |
| 15.         | 16     | 14     |        |        |
| 16.         | 12     | 10     |        |        |
| 17.         | 10     | 8      |        |        |
| 18.         | 8      | 6      |        |        |
| 19.         | 6      | 4      |        |        |
| 20.         | 4      | 2      |        |        |

| Platzierung | Kat. 1 | Kat. 2 | Kat. 3 |
| ----------- | ------ | ------ | ------ |
| 1.          | 20     | 16     | 6      |
| 2.          | 10     | 8      | 4      |
| 3.          | 6      | 4      | 2      |
| 4.          | 4      | 2      | 1      |
| 5.          | 2      | 1      | 1      |